# Kamienica przy ul. Łaciarskiej 30-31 we Wrocławiu
Kamienica przy ul. Łaciarskiej 30/31 – zabytkowa kamienica przy ulicy Łaciarskiej 30-31 we Wrocławiu. 

## Historia
Kamienica nr 30, o średniowiecznym rodowodzie, w obecnym kształcie została wzniesiona w XV wieku. Jest to trzykondygnacyjny budynek, o dwuosiowej fasadzie, z dwukondygnacyjnym szczytem z kocim gzymsem. W XVI wieku, podczas przebudowy, okna na drugiej i trzeciej kondygnacji otrzymały fasciowe obramienia. W XVIII wieku kamienica zyskała trzeci trakt, ale zachowała renesansowy wygląd.     
Kamienica nr 31 została wzniesiona w XVI wieku. Na początku XVIII wieku kamienica została przebudowana, jednakże jej renesansowe detale i portal przetrwał do XIX wieku, do 1882 roku, kiedy to kamienica przeszła gruntowną przebudowę. Fasada otrzymała neorenesansowy styl, a jej fasadę zakończono dwukondygnacyjną ścianą attykową zasłaniającą dach. W 1913 roku z kamienicy usunięto portal i połączono z sąsiednią kamienicą nr 30. Kolejna przebudowa miała miejsce w latach 30. XX wieku. Detal fasady został wówczas uproszczony, a ścianie szczytowej nadano barokowy charakter. 

## Po 1945 roku
Podczas odbudowy kamienic według projektu Jerzego Romualda Dąbrowskiego w latach 1968–1970 zachowano jedynie elewacje i część szczytów oraz odsłonięto fragment renesansowego portalu przy kamienicy nr 31, ukazującego, według Harasimowicza, manierystyczny fryz z motywem ornamentu okuciowego.     